# Dub u střelnice
Dub u střelnice je památný strom dub zimní (Quercus petraea) v Chomutově v Ústeckém kraji.
Roste v  Mostecké pánvi v nadmořské výšce 360 m ve svahu vedle střelnice u pěší cesty na sídliště Březenecká.

## Základní údaje
Obvod kmene měří 410 cm, koruna stromu dosahuje do výšky 18 metrů (měření 2009). V roce 2009 bylo stáří stromu odhadováno na 200 let.
Dub je chráněn od roku 2006 jako strom výrazný vzrůstem.

## Stromy v okolí
- Kaštanovníky ve střelnici
- Platany u SPŠ v Chomutově
- Chomutovská kaštanka